# روراست (ترانه پائولا عبدل)
«روراست» (به انگلیسی: Straight Up) ترانه‌ای از پائولا عبدل و یکی از قطعه‌های اولین آلبوم استودیویی اوست که در سال ۱۹۸۸ منتشر شد. این یک قطعهٔ دنس پاپ با تاثیرهایی از سبک‌های پاپ راک و نیو جک سوینگ است.
«روراست» در زمان انتشارش در ایالات متحده شمارهٔ ۱ بیلبورد هات ۱۰۰ شد و در حداقل ۱۶ کشور دیگر، جزو ۱۰ ترانهٔ برتر چارت‌های موسیقی بود. موزیک ویدئوی سیاه و سفید «روراست» که دیوید فینچر کارگردانش بوده‌است در مراسم جوایز ام‌تی‌وی ۱۹۸۹ در شش رشته نامزد دریافت جایزه بود.

## ساخت و تولید
به گفتهٔ پائولا عبدل این آهنگ را مادرش برای او پیدا کرده‌است. او توضیح می‌دهد که مادرش دختری را می‌شناخت که دوست پسرش یک ترانه‌سرای مشتاق بود و «روراست» از ساخته‌های او بود. نسخهٔ دموی آن ترانه‌سرای مشتاق به‌قدری افتضاح بود که مادر عبدل در حالی که از شدت خنده اشک از چشمانش سرازیر شده‌بود آن را به سطل زباله انداخت. اما عبدل ترانه را پسندید و سعی کرد بازیابی‌اش کند. در آن زمان او به‌عنوان یک طراح رقص تمام‌وقت مشغول به‌کار بود و اواخر شب به‌صورت جانبی مشغول ضبط موسیقی می‌شد. به باور شرکت ضبط طرف عبدل «روراست» خوب نبود اما او به آن‌ها پیشنهاد داد به‌جای دو آهنگی که نمی‌پسندید و قرار بود ضبط‌شان کند، اجازه دهند «روراست» را اجرا کند. عبدل آهنگ را در یک حمام ضبط کرد و در نسخهٔ مَستر آن صدای کسی از آپارتمان همسایه شنیده می‌شود که فریاد می‌زند «خفه شو».
به گفتهٔ عبدل مجموع بودجهٔ ضبط «روراست» ۳۰۰۰ دلار بود و در ده روز اول انتشارش یک میلیون نسخه فروش داشت.

## موقعیت در چارت‌های موسیقی
| چارت (۱۹۸۸–۱۹۸۹)                                    | بالاترین جایگاه |
| --------------------------------------------------- | --------------- |
| استرالیا (ای‌آرآی‌ای)                                 | ۲۷              |
| اتریش (او۳ تاپ ۴۰ اتریش)                            | ۸               |
| بلژیک (اولتراتاپ ۵۰ فلاندرز)                        | ۵               |
| Canada Retail Singles (The Record)                  | ۱               |
| تک‌آهنگ‌های برتر کانادا (آرپی‌اِم)                      | ۲               |
| ترانه‌های دنس/اوربن کانادا (آرپی‌اِم)                  | ۱               |
| دانمارک (IFPI)                                      | ۳               |
| اروپا (یوروچارت هات ۱۰۰)                            | ۲               |
| فنلاند (Suomen virallinen lista)                    | ۸               |
| فرانسه (اس‌ان‌ئی‌پی)                                   | ۱۲              |
| یونان (IFPI)                                        | ۲               |
| ایرلند (ایرما)                                      | ۶               |
| هلند (۴۰ آهنگ برتر)                                 | ۳               |
| هلند (۱۰۰ تک‌آهنگ برتر)                              | ۲               |
| نیوزیلند (ریکوردد میوزیک ان‌زد)                      | ۶               |
| نروژ (وی‌جی-لیستا)                                   | ۱               |
| سوئد (فهرست برترین‌های سوئد)                         | ۲               |
| سوئیس (شوایزر هیت‌پاراد)                             | ۳               |
| تک‌آهنگ‌های بریتانیا (اوسی‌سی)                         | ۳               |
| بیلبورد هات ۱۰۰ ایالات متحده                        | ۱               |
| بزرگسالان معاصر ایالات متحده (بیلبورد)              | ۳۹              |
| ترانه‌های باشگاه رقص ایالات متحده (بیلبورد)          | ۳               |
| فروش تک‌آهنگ‌های رقص ایالات متحده (بیلبورد)           | ۱               |
| ترانه‌های داغ آراندبی/هیپ-هاپ ایالات متحده (بیلبورد) | ۲               |
| ایالات متحدهٔ آمریکا (رادیو هیت معاصر آر اند آر)     | ۱               |
| ایالات متحدهٔ آمریکا (معاصر شهری آر اند آر)          | ۴               |
| آلمان غربی (جدول‌های رسمی آلمان)                     | ۳               |

| چارت (۲۰۱۹)                          | بالاترین جایگاه |
| ------------------------------------ | --------------- |
| لهستان (۱۰۰ آهنگ برتر ایرپلی لهستان) | ۶۱              |

| چارت (۱۹۸۹)                                               | جایگاه |
| --------------------------------------------------------- | ------ |
| بلژیک (اولتراتاپ)                                         | ۴۶     |
| تک‌آهنگ‌های برتر کانادا (آرپی‌اِم)                            | ۲۵     |
| دنس/اوربن کانادا (آرپی‌اِم)                                 | ۹      |
| اروپا (یوروچارت هات ۱۰۰)                                  | ۱۶     |
| هلند (تاپ ۴۰ هلند)                                        | ۱۶     |
| هلند (۱۰۰ تک‌آهنگ برتر0)                                   | ۱۶     |
| زلاندنو (انجمن صنعت ضبط نیوزیلند)                         | ۹      |
| سوئیس (شوایزر هیت‌پاراد)                                   | ۱۶     |
| تک‌آهنگ‌های برتر بریتانیا (آفیشال چارتس)                    | ۳۱     |
| بیلبورد هات ۱۰۰ ایالات متحدهٔ آمریکا                       | ۴      |
| ترانه‌های داع هیپ‌هاپ/آراندبی ایالات متحدهٔ آمریکا (بیلبورد) | ۴۸     |
| آلمان غربی (جی‌اف‌کی چارتس)                                 | ۱۷     |

## گواهی‌های فروش
| منطقه                             | گواهی    | واحد گواهی‌شده/فروش |
| --------------------------------- | -------- | ------------------ |
| کانادا (میوزیک کانادا)            | Gold     | ۵۰٬۰۰۰^            |
| سوئد (گی‌ال‌اف)                     | Gold     | ۲۵٬۰۰۰^            |
| بریتانیا (بی‌پی‌آی)                 | Silver   | ۲۰۰٬۰۰۰^           |
| ایالات متحده (آرآی‌ای‌ای)           | Platinum | ۱٬۰۰۰٬۰۰۰^         |
| ^ رقم توزیع تنها بر پایهٔ گواهی‌ها. |          |                    |